# Jacek Tworkowski
Jacek Marceli Tworkowski (ur. 9 kwietnia 1953 w Piotrkowie Trybunalskim) – polski polityk, instruktor harcerski, prywatny przedsiębiorca, poseł na Sejm III kadencji.

## Życiorys
Ukończył w 1978 studia na Wydziale Odlewnictwa Akademii Górniczo-Hutniczej w Krakowie. W 1980 przystąpił do Odlewnictwa,Solidarności”. W stanie wojennym został internowany na okres od 13 grudnia 1981 do 17 marca 1982. Pełnił funkcję posła III kadencji wybranego z listy AWS w okręgu piotrkowskim, w 2001 bezskutecznie ubiegał się o reelekcję. Należał do Zjednoczenia Chrześcijańsko-Narodowego.
W latach 2004–2008 był członkiem Rady Naczelnej Związku Harcerstwa Rzeczypospolitej.
W 2012 otrzymał Krzyż Wolności i Solidarności. W 2019 został odznaczony Krzyżem Kawalerskim Orderu Odrodzenia Polski.